# 疣南鰍
疣南鰍（學名：Schistura myrmekia）為輻鰭魚綱鯉形目條鰍科南鰍屬的其中一種。分布於亞洲泰國西南部Keng Sok淡水流域，體長可達46.5公分，棲息在河川底層水域，生活習性不明。

## 扩展阅读
維基物種上的相關：疣南鰍